# Синицын, Пётр Акимович
Пётр Акимович Сини́цын (? — 1876) — российский адмирал, участник Кавказской войны.

## Биография
Сын начальника артиллерии Черноморского флота генерал-майора Акима Саввича Синицына. В 1809 году поступил волонтёром в Черноморский флот с чином гардемарина, а в 1811 году произведён в мичманы.
В 1809—1824 годах ежегодно плавал в Чёрном море. В 1824 году на шлюпе «Диана» крейсировал с гардемаринами в Чёрном море, а затем был переведён в Балтийский флот. В 1826 году на корабле «Азов», под командой М. П. Лазарева, перешёл из Архангельска в Кронштадт.
В 1827 году в чине капитан-лейтенанта (с 30 декабря 1826 года) на корабле «Александр Невский» перешёл в Средиземное море и участвовал 8 октября в Наваринской битве, за что вне очереди награждён орденом Святой Анны 2-й степени с мечами. Затем крейсировал по 1830 год в Архипелаге, участвовал в блокаде Дарданелл, а на корабле «Князь Владимир» возвратился в Кронштадт, после чего был вновь переведён в Черноморский флот.
В 1831—1833 годах, командуя бригом «Кастор», участвовал в Абхазской экспедиции, а в 1833 году начальствовал Геленжикским отрядом военных судов у Кавказских берегов и неоднократно принимал участие в десантных высадках на берег и перестрелках с горцами, за отличие награждён орденом Святого Станислава 2-й степени. 25 декабря того же года за проведение 18 морских полугодовых кампаний награждён орденом Святого Георгия 4-й степени (№ 4908 по кавалерскому списку Григоровича — Степанова). Произведённый в 1834 году в капитаны 2-го ранга Синицын до 1837 года командовал фрегатом «Бургас» в Чёрном море. В 1838—1840 годах, уже будучи капитаном 1-го ранга и командуя кораблём «Чесма», плавал у берегов Абхазии и в 1838 году участвовал в эскадре генерал-адъютанта М. П. Лазарева в высадке десанта у Субаши и занятии Сочи, Туапсе и Шапсухо. В 1841—1847 годах командовал кораблём «Уриил» в Чёрном море.
В 1847 году произведён в контр-адмиралы и назначен состоять при 5-й флотской дивизии, тогда же за беспорочную выслугу 35 лет был награждён орденом Святого Владимира 3-й степени. В 1848 году, имея флаг на фрегате «Кагул», плавал у северо-восточных берегов Чёрного моря. В 1850 году на фрегате «Месемврия» плавал там же. В 1851 году назначен командиром 2-й бригады 5-й флотской дивизии.
В 1851—1853 годах, имея флаг последовательно на корабле «Султан Махмуд», фрегатах «Флора» и «Месемврия», крейсировал у Кавказских берегов. В 1853 году награждён орденом Святого Станислава 1-й степени с мечами, а потом пожалован мечами к нему. В 1854 году назначен членом общего присутствия Черноморского интендантства. Во время Крымской войны находился в Херсоне и Николаеве и непосредственного участия в военных действия не принимал.
В 1856 году произведён в вице-адмиралы. В 1857 году назначен состоять по Морскому министерству. В 1859 году зачислен по резервному флоту. 30 августа 1861 года произведён в адмиралы с увольнением в отставку.
Умер в 1876 году.